# Kristian Kjelling
Kristian Kjelling, norveški rokometaš, * 8. september 1980.
Leta 2010 je na evropskem rokometnem prvenstvu z norveško reprezentanco osvojil 7. mesto.